# Muraena clepsydra
Muraena clepsydra es una especie de pez de la familia de los morénidas en el orden de los Anguilliformes.

## Morfología
Los machos pueden llegar a alcanzar los 120 cm de longitud total.

## Distribución geográfica
Se encuentra desde el Golfo de California hasta el Perú, incluyendo las Islas Galápagos.